# Gandelain
Gandelain är en kommun i departementet Orne i regionen Normandie i nordvästra Frankrike. Kommunen ligger i kantonen Alençon 1er Canton som tillhör arrondissementet Alençon. År 2022 hade Gandelain 416 invånare.

## Befolkningsutveckling
Antalet invånare i kommunen Gandelain
| Referens: INSEE |